# Larinia tabida
Larinia tabida là một loài nhện trong họ Araneidae.
Loài này thuộc chi Larinia. Larinia tabida được Ludwig Carl Christian Koch miêu tả năm 1872.